# Edificio a energia quasi zero

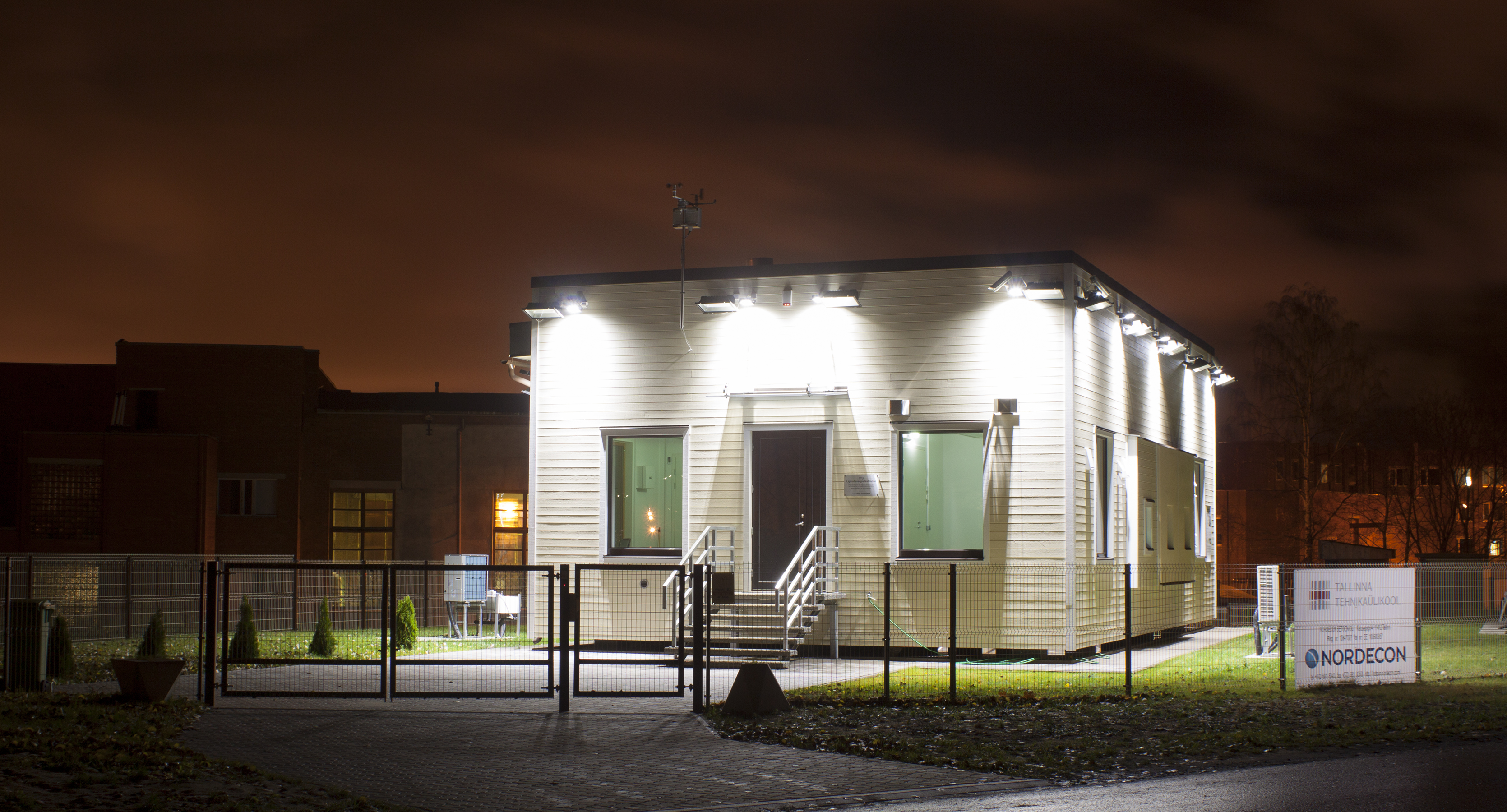
Prototipo di edificio a impatto zero a Tallinn, in Estonia.

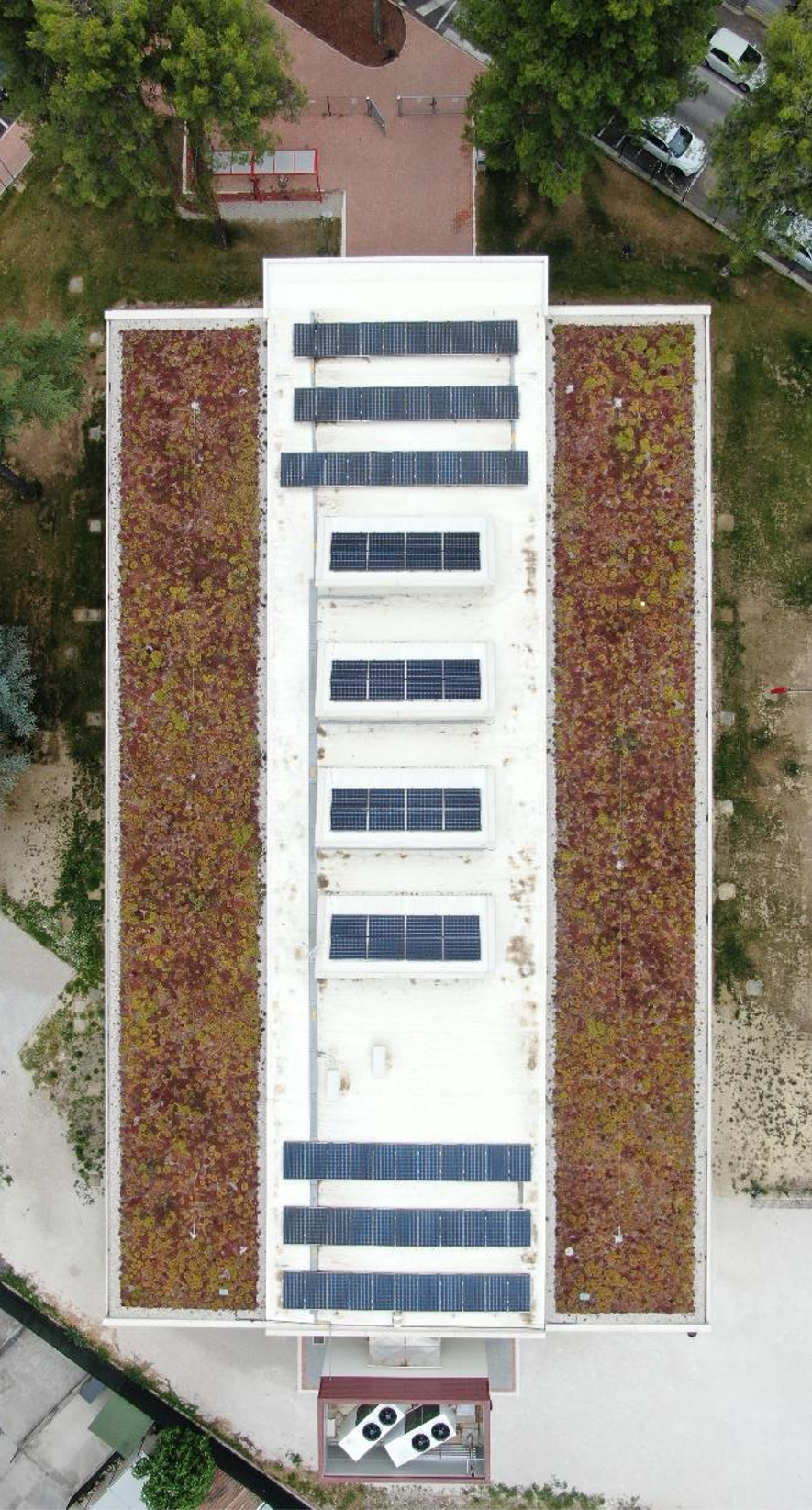
Copertura edificio NZEB con moduli fotovoltaici, tetto verde e manto impermeabile "cool roof".

Un edificio a energia quasi zero (dall'inglese nearly zero-energy building, abbreviato NZEB), o edificio a quasi energia  zero, è un edificio ad alte prestazioni energetiche grazie alle caratteristiche costruttive, tipologiche ed impiantistiche, finalizzate al risparmio energetico ed alla riduzione di emissione di CO2. Esistono diversi esempi di case con consumi energetici minimi o nulli: i modelli Casakyoto e casa passiva e più in generale i green building.

## Definizione
Una definizione di edificio a energia quasi zero viene fornita al punto 2 dell'articolo 2 della direttiva europea 2010/31/UE sulla prestazione energetica nell’edilizia:
«edificio a energia quasi zero»: edificio ad altissima prestazione energetica, determinata conformemente all’allegato I. Il fabbisogno energetico molto basso o quasi nullo dovrebbe essere coperto in misura molto significativa da energia da fonti rinnovabili, compresa l’energia da fonti rinnovabili prodotta in loco o nelle vicinanze

## Fabbisogno energetico
Il fabbisogno energetico di un edificio è la somma dell'energia necessaria per il riscaldamento invernale, il raffrescamento estivo, la ventilazione e l'illuminazione degli ambienti interni. Una casa energetica riesce ad assicurare il comfort termico, i ricambi d'aria e la giusta quantità di luce diurna e notturna con un consumo ridotto di energia, nei casi migliori il consumo di energia fossile è pari a zero.

## Caratteristiche architettoniche
Le caratteristiche architettoniche di un edificio a energia quasi zero sono influenzate dalla latitudine, dal volume costruito e dalla destinazione d'uso. L'orientamento dell'edificio a energia quasi zero è studiato per ottenere la giusta esposizione al sole, al fine di captarne l'energia termica e la luce. Le dispersioni verso l'esterno vengono controllate anche attraverso la compattezza del volume. Gli aggetti delle falde e l'inclinazione dei tetti sono progettati per evitare l'incidenza dei raggi solari estivi  sulle parti trasparenti dell'involucro edilizio, e il conseguente surriscaldamento, con materiali isolanti.

## Involucro edilizio
Nell'edificio a energia quasi zero l'involucro edilizio è progettato per limitare il fabbisogno energetico.
L'energia scambiata con l'esterno è controllata dal giusto grado di coibentazione delle parti opache e dalla scelta di parti trasparenti ad alte prestazioni.

## Impianti
Gli impianti di un edificio a energia quasi zero sono progettati per consumare poca energia, avendo alti rendimenti e riducendo al minimo le perdite di calore.
Gli impianti a energia fossile sono integrati o sostituiti totalmente con impianti a energia rinnovabile, come quella solare, geotermica ed eolica.

## Certificazione energetica
Il D.Lgs. 192/2005, integrato dal D.Lgs. 311/2006, ha introdotto in Italia l'attestato di certificazione energetica.